# ヤスパー・シレッセン
ヤスパー・シレッセン（Jasper Cillessen, 1989年4月22日 - ）は、オランダ・ヘルダーラント州ナイメーヘン出身のサッカー選手。プリメーラ・ディビシオン・UDラス・パルマス所属。元オランダ代表。ポジションはゴールキーパー。
メディアによってはイェスパー・シレッセン、ヤスパー・シレセンなどの表記もみられる。

## クラブ経歴

### NEC
NECの下部組織を経て、2008年に同クラブとプロ契約。第1GKバボシュ・ガボールの負傷を受けて2010年8月28日のSCヘーレンフェーン戦で途中出場しプロデビューを果たすと、この試合で即座にマン・オブ・ザ・マッチに選ばれた。2010-11シーズンはバボシュが怪我から復帰した後もゴールを守り続けてリーグ戦31試合に出場、「トップGKになるための全てを備えている」、「将来の代表のゴールを守るのは間違いない」と絶賛され、このシーズン、オムループ・ヘルダーラントによってヘルダース・ファン・ヘット・ヤールに選ばれている。

### アヤックス
2011年夏、多くの議論を巻き起こしながらアヤックス・アムステルダムに移籍。2年間ケネト・フェルメールの前にカップ戦要員扱いを余儀なくされたが、3年目の2013-14シーズンに不安定さが増したフェルメールから遂にレギュラーの座を奪った。

### バルセロナ
2016年8月25日、FCバルセロナへの移籍が発表された。契約期間は5年で移籍金は1300万ユーロ(約14億7500万円)、および状況により200万ユーロ(約2億2700万円)が支払われるようになっている。カップ戦要員となるも、準決勝のアトレティコ・マドリード戦ではビッグセーブを連発しチームのコパ・デル・レイ3連覇に貢献した。
バルセロナ2年目となった2017-18シーズンもマルク＝アンドレ・テア・シュテーゲンの牙城を崩すことはできなかったが、出場した試合では常に好パフォーマンスを見せている。チャンピオンズ・リーグのスポルティングCP戦のバス・ドストやコパ・デル・レイのバレンシア戦のサンティ・ミナの至近距離からのシュートをビックセーブで防ぐなど印象的なシュートストップも見せた。2017-18シーズン、コパ・デル・レイ決勝ではルイス・スアレスの得点へと繋がるロングフィードを見せるなどバルセロナの30回目のコパ・デル・レイ制覇にも貢献した。

### バレンシア
2019年6月26日、バレンシアCFに移籍した。移籍金は3500万ユーロと発表され、これはクラブの歴史の中で2番目に高価な移籍となった。同年8月17日のレアル・ソシエダ戦でデビューを果たした。

### NECへの復帰
2022年8月8日、移籍金100万ユーロで古巣NECナイメヘンに移籍し、3年契約を交わした

### ラス・パルマス
2024年6月19日、スペイン1部ラ・リーガ所属のラス・パルマスに完全移籍したことが発表された。契約期間は2026年夏までの2年間。

## 代表経歴
2013年7月7日に行われたインドネシアとの親善試合でオランダ代表デビュー。
2014 FIFAワールドカップではティム・クルルとミシェル・フォルムを抑えて正GKに選ばれた。準々決勝のコスタリカ戦ではPK戦直前の延長後半アディショナルタイムにルイ・ファン・ハール監督の采配でクルルとの交代で下げられた。ベンチに下がった際は水のボトルを蹴り飛ばすなど苛立ちを隠せなかったが、クルルが2本のキックを止めてチームが勝利するとピッチに駆け込んで喜びを表した。同じくPK戦にもつれ込んだ準決勝のアルゼンチン戦では延長戦に引き続いてゴールを守ったが、4本のキックをいずれも止めることができず、オランダは敗退した。
その後も代表GKの座を死守するも、オランダ代表としては久々の国際大会となるUEFA EURO 2020は、COVID-19に感染したことが判明し、辞退する見通しとなった。
PK戦を苦手としており、PKを一度も止めたことがないGKとして知られていたが、2015年11月13日のウェールズとの親善試合でジョー・アレンのPKをセーブし、プロキャリアでのPK通算28回目で初のPKセーブに成功した(この時点まで27回ゴールを決められ、1回枠外)。
2020年以降はジュスティン・バイローやマルク・フレッケンの台頭に加え、ベテランのレンコ・パスフィールが代表に定着したこともあって、自身の立ち位置は悪化。その結果、2022 FIFAワールドカップのメンバーからも落選した。

## 代表歴

### 出場大会
- オランダ代表
  - 2014 FIFAワールドカップ

### 試合数
- 国際Aマッチ 65試合 0得点（2013年-）[13]

| オランダ代表 | 国際Aマッチ | 国際Aマッチ |
| 年           | 出場        | 得点        |
| ------------ | ----------- | ----------- |
| 2013         | 4           | 0           |
| 2014         | 16          | 0           |
| 2015         | 6           | 0           |
| 2016         | 4           | 0           |
| 2017         | 8           | 0           |
| 2018         | 8           | 0           |
| 2019         | 10          | 0           |
| 2020         | 4           | 0           |
| 2021         | 1           | 0           |
| 2022         | 2           | 0           |
| 2023         | 2           | 0           |
| 通算         | 65          | 0           |

## タイトル

### クラブ
アヤックス・アムステルダム
- エールディヴィジ：3回 (2011-12, 2012-13, 2013-14)
- ヨハン・クライフ・スハール：1回 (2013)

FCバルセロナ
- コパ・デル・レイ：2回 (2016-17, 2017-18)
- プリメーラ・ディビシオン：2回 (2017-18, 2018-19)
- スーペルコパ・デ・エスパーニャ：1回 (2018)